# UFC on ESPN: Whittaker vs. Till
UFC on ESPN: Whittaker vs. Till (também conhecido como UFC on ESPN 14) foi um evento de MMA produzido pelo Ultimate Fighting Championship no dia 25 de julho de 2020, na Yas Island em Abu Dhabi.

## Background
Este evento será o quarto e último evento a ocorrer na Ilha da Luta em Julho de 2020, seguindo o UFC 251, UFC on ESPN: Kattar vs. Ige e o UFC Fight Night: Figueiredo vs. Benavidez 2, como plano para facilitar o transporte de lutadores fora dos Estados Unidos devido à pandemia do Coronavírus.
Uma luta no peso médio entre o ex-campeão Robert Whittaker e Darren Till servirá como luta principal da noite.
O evento também incluirá lutadores que tiveram suas lutas adiadas em eventos anterioree:
- Uma luta nos meio-pesados entre o ex-campeão meio-pesado do UFC Maurício Rua e Antônio Rogério Nogueira.[2] Eles já haviam se enfrentando no PRIDE Critical Countdown 2005 e no UFC 190, com vitória de Rua em ambas lutas.[3]
- Uma luta no peso galo feminino entre Bethe Correia e Pannie Kianzad foi marcada para este evento.[4] Está luta foi originalmente marcada para o UFC 250, mas foi remarcada devido à uma lesão de Correia
- Uma luta nos meio-médios entre Danny Roberts e Nicolas Dalby foi marcada para este evento.[5] Entretanto, Roberts teve que se retirar da luta e foi substituído por Jesse Ronson.[6]
- Uma luta no peso pesado entre Tom Aspinall e Jake Collier foi marcada para este evento.

Uma luta nos meio-médios entre Ramazan Emeev e Shavkat Rakhmonov era esperada para ocorrer neste evento, mas Rakhmonov teve que se retirar da luta devido a uma lesão e foi substituído por Niklas Stolze.
Justin Tafa era esperado para enfrentar Raphael Pessoa neste evento. Entretanto, ele se retirou da luta em 15 de julho e foi substituído por Tanner Boser.

## Bônus da Noite
Os lutadores receberam $50.000 de bônus:
- Luta da Noite: Não houve lutas premiadas.
- Performance da Noite:  Fabricio Werdum,  Paul Craig,  Khamzat Chimaev,  Jesse Ronson,  Tom Aspinall e   Tanner Boser